# Café Spitz

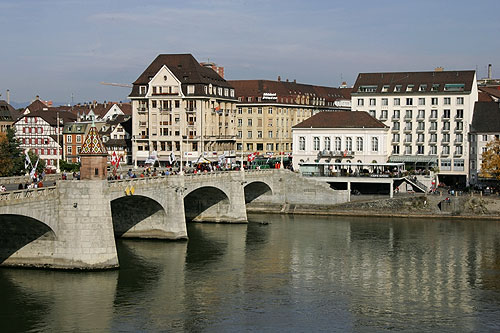
Mittlere Brücke mit ursprünglichem Café Spitz (niedriges helles Gebäude rechts des Brückenkopfes) und dahinter liegendem Erweiterungsbau (höheres helles und noch weiter nach rechts versetztes Gebäude).

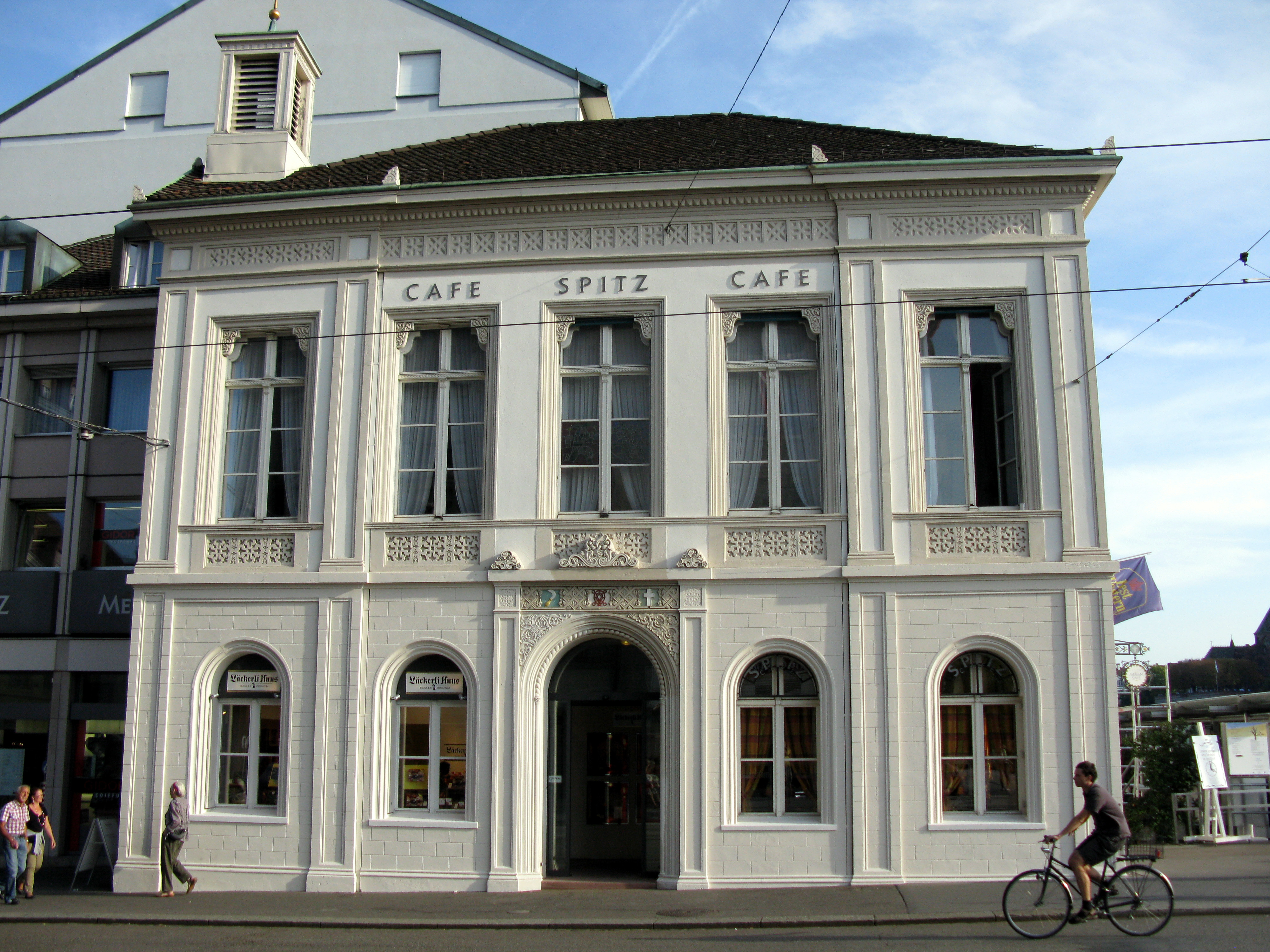
Café Spitz

Das Café Spitz ist ein Gesellschaftshaus im Kleinbasel. Es befindet sich unmittelbar bei der Mittleren Brücke und wurde 1838 bis 1840 nach Plänen von Amadeus Merian im Auftrag der Drei Ehrengesellschaften Kleinbasels erstellt. Auf dem Dach erhielt es ein goldenes Türmchen, das ihm vorerst den Namen «zum goldenen Spitz» gab. Der spätere Namen «zur Harmonie» setzte sich nicht durch. Mehr Erfolg hatte der Name «Café National». Schon damals wurde «Café Spitz» als Beiname angewendet, so dass er 1896 offiziell wurde. Die Gesellschaft «zum Hären» unter den Ehrengesellschaften besass noch als einzige ein eigenes Haus und tauschte dies gegen die Niklauskapelle unmittelbar neben dem Café National. Somit hatten die Gesellschaften, die schon lange mit Platzproblemen kämpften, die Möglichkeit, das Café auszubauen, und das ebenfalls nach Plänen von Merian in den Jahren 1859 und 1860. 
1962 brannte der Dachstuhl und stand in der Folge leer. Auf amtliche Weisung wurde er 1966 abgerissen. An seiner Stelle steht heute das Hotel Merian, das 1969 das Opfer einer Brandstiftung wurde. Die Aussenfassade blieb bestehen und der Innenbau wurde möglichst originalgetreu rekonstruiert. Im Erdgeschoss wurde für den Fussgängerverkehr eine Arkade aufgebrochen, die 1990 zugemauert wurde.
Das Café Spitz (Brasserie Café Spitz) ist heute Teil des Hotels Merian und beherbergt im Erdgeschoss ein Restaurant. Es ist noch heute das Lokal der Ehrengesellschaften.